# Résolution 2288 du Conseil de sécurité des Nations unies
Membres permanents
- Chine
- États-Unis
- France
- Royaume-Uni
- Russie

Membres non permanents
- Angola
- Égypte
- Espagne
- Japon
- Malaisie
- Nouvelle-Zélande
- Sénégal
- Ukraine
- Uruguay
- Venezuela

Résolution no 2287 Résolution no 2289
La résolution 2288 du Conseil de sécurité des Nations Unies, adoptée à l’unanimité le 25 mai 2016, a levé l'embargo sur les armes et ainsi les dernières sanctions internationales contre Libéria. Après la fin des interdictions de voyager et des sanctions financières décidée par la résolution 2237 du 2 septembre 2015, toutes les sanctions contre le pays ont été levées,. Le Conseil de sécurité dissous en conséquence le Comité des sanctions, et le Groupe d'expert chargé de l'assister, associé à ce régime de sanctions.

## Contexte
Après l'âge d'or du règne de William Tubman, décédé en 1971, qui dura des décennies, Samuel Doe prit le pouvoir au Libéria. Son régime dictatorial a perturbé l'économie et des groupes rebelles se sont soulevés contre son régime, y compris celui du futur président Charles Taylor. En 1989, la situation a conduit à une guerre civile au cours de laquelle le président a été assassiné. La guerre a continué jusqu’en 1996. Lors des élections de 1997, Charles Taylor fut élu et en 1999, la guerre civile éclata à nouveau lorsque des groupes rebelles qui lui étaient hostiles prirent le contrôle de certaines parties du pays. Ce n’est qu’en 2003 qu’un cessez-le-feu a été conclu et que les troupes de l’ONU ont été envoyées sur place. Taylor s'est exilé et le gouvernement de son successeur a rapidement été remplacé par un gouvernement intérimaire. En 2005, de nouvelles élections ont eu lieu et Ellen Johnson Sirleaf est devenue la nouvelle présidente. En 2011, elle a été réélue pour un second mandat. 
Le Conseil de sécurité avait imposé un premier régime de sanction avec sa résolution 788 (1992) et créé un Comité des sanctions avec la résolution 985 (1995), puis ce régime a été abrogé et le Comité dissous par la résolution 1343 (2001) qui a fondé un nouveau régime avec un nouveau Comité. Suite au cessez-le-feu de 2003, la résolution 1521 (2003) a abrogé ce deuxième régime et dissous son Comité pour le remplacer par un troisième régime et son nouveau Comité.
Sous l'empire du troisième régime de sanctions, le Conseil a progressivement alléger ses mesures. Il a lever l'interdiction d'exportation du bois libérien en 2006 et celle des diamants en 2007. 

## Résolution
La résolution 1521 de 2003 prévoyait que l’embargo sur les armes alors imposé pourrait être levé si le cessez-le-feu au Libéria était respecté, si la réforme des services de sécurité était achevée, si le processus de paix était pleinement mis en œuvre et si la stabilité du Libéria et des pays voisins était assurée.
La Conseil de sécurité a déterminé dans la résolution 2288 que ces conditions avaient été remplies. Par conséquent, l’embargo sur les armes contre le Libéria a été levé avec effet immédiat, tout comme le Comité et le groupe d’experts chargés de superviser sa mise en œuvre.
La résolution a toutefois engagé le Libéria à prendre des mesures pour renforcer le contrôle des armes et des munitions et combattre le trafic d'armes. Le Conseil demeure préoccupe par la fragilité de la situation dans la région.

## Réactions
George Patten, le représentant du Libéria, a ajouté que l’utilité des sanctions était souvent remise en question, mais que celles contre son pays avaient grandement contribué à la stabilité et à la reprise économique en ciblant ceux qui compromettaient la paix et le commerce illicite du bois et des diamants, entre autres. 
Le Secrétaire général des Nations unies Ban Ki-moon a salué l'adoption de la résolution comme « les progrès significatifs réalisés par le Libéria et la sous-région dans le maintien de la stabilité ».

## Voir également
- Première guerre civile libérienne
- Deuxième guerre civile libérienne
- Sanctions internationales
- Liste des résolutions du Conseil de sécurité des Nations unies sur le Libéria